# Crotalaria mairei
Crotalaria mairei là một loài thực vật có hoa trong họ Đậu. Loài này được H.Lev. miêu tả khoa học đầu tiên.